# Kovács Gyula (birkózó)
Kovács Gyula (Jászberény, 1917. augusztus 28. – Budapest, 1986. október 11.) magyar birkózó olimpikon.

## Pályafutása
- Az 1948-as londoni olimpia kötöttfogású félnehézsúlyú 4. helyezett
- 1947-ben a Prágai Eb-n félnehézsúlyú ezüstérmese
- 1950-ben a stockholmi vb ezüstérmese.
- 1952-ben a helsinki olimpia  kötöttfogás félnehézsúlyú 4. helyezett
- 1956-ban a melbourne-i olimpián helyezetlen félnehézsúlyban

1938 és 1950 között a magyar élmezőny legjobbja, a magyar birkózó válogatott csapatkapitánya. Ez idő alatt 25 magyar bajnoki aranyat szerzett (21 egyéni és 4 csapat). Mindkét fogásnemben válogatott volt. 1950-ben a stockholmi VB-én minden ellenfelét legyőzte, de óvás után megfosztották a világbajnoki címtől. Hiába győzte le előtte és utána is London, Helsinki és Melbourne olimpiai bajnokát, az olimpiákon sohasem volt elég szerencséje a győzelemhez. Edzőként két évig vezette a válogatottat, majd az utánpótlásban olyanok bontogatták szárnyaikat, mint Kozma, Kiss, Sillai, Bajkó és Hegedűs. Klubja: Bp.Vasutas /Lokomotiv, Törekvés/